# Фунафути
Фунафути е атол в Тихия океан, заеман от едноименната столица на малката островна държава Тувалу в Тихия океан.

## История
През септември 1893 г. комитетът по кораловите рифове при Британското кралско дружество обсъжда проблема за произхода на древните коралови рифове и взема решение да се изследват Малдивските острови в Индийския океан и атолът Фунафути в Тихия океан. Експедицията продължава почти 3 години. Походите към атола Фунафути се извършват от островите Фиджи с кораба Пингвин, командван от капитан Филд (Feeld). Първият поход до Фунафути се състои през 1896 г. и след година капитан Филд представя подробна карта на атола.

## География
Атолът е тясна ивица земя, ограждаща лагуната Те-Намо. Ширината и варира от 20 до 400 м. Състои се от 33 островчета, от които 3 са постоянно населени. Дълбочината и широчината на проходите между тях не надвишава 50 м. Лагуната на Фунафути е около 25 на 15 км. Населението е 4492 души, което го прави най-населения атол на страната.
Селищата от тези острови е прието да образуват като цяло населеното място Фунафути, столицата на страната. Населените острови са Фонгафале, Фунафала и Мотуола. В селището Ваиаку на остров Фонгафале се намира седалището на правителството.
Градът разполага с международно летище, хотел, административни и жилищни сгради, построени в традиционен и в съвременен стил.